# Snowlets
Die Snowlets (jap. スノーレッツ, Sunōrettsu; Sukki, Nokki, Lekki und Tsukki) waren die offiziellen Maskottchen der Olympischen Winterspiele 1998 im japanischen Nagano.

## Beschreibung
Sukki (スッキ), Nokki (ノッキ), Lekki (レッキ, Rekki) und Tsukki (ツッキ) sind vier stilisierte junge Eulen, von denen jede mit einer anderen Gefieder-Farbkombination versehen wurde. Das Motiv der Eule soll zum einen Weisheit symbolisieren, außerdem soll durch die Eule eine Verbindung zu den historischen Olympischen Spielen in Griechenland, wo sie eine Rolle in der Mythologie spielte, herstellen. Die Verwendung eines zudem weitgehend geschützten Vogels sollte die Verbundenheit der Winterspiele und der Organisatoren mit der Natur unterstreichen. Die Anzahl der Maskottchen verweist auf die vierjährige Dauer einer Olympiade, also den Zeitraum zwischen zwei Olympischen Spielen.
Die Anfangsbuchstaben der Namen der vier Eulen ergeben sinngemäß die Bezeichnung Snowlets, wobei Snow (englisch snow ‚Schnee‘) für den Winter steht und lets (englisch let's ‚lass(t) uns‘) die Welt zu den Olympischen Spielen einladen soll.
Außerdem symbolisieren die Snowlets die vier Grundelemente: Sukki steht für Feuer, Nokki für Luft, Lekki für Erde und Tsukki für Wasser.

## Entstehung
Ursprünglich war als Maskottchen der Winterspiele ein Wiesel mit dem Namen Snowple vorgesehen. Diese Idee wurde durch das Organisationskomitee zu Gunsten der vier Snowlets verworfen. Den Entwurf der Maskottchen lieferte die international tätige Agentur Landor Associates. Zur Wahl der Namen der Maskottchen wurden dem Komitee über 47.000 Vorschläge eingereicht, aus denen die Wahl schließlich auf Sukki, Nokki, Lekki und Tsukki fiel.

## Rezeption
Die Gestaltung der vier Snowlets wurde von Beobachtern teilweise stark kritisiert. Die Frankfurter Allgemeine Zeitung urteilte, die Snowlets würden eher an „plumpe Beutel“ erinnern. Die US-Zeitschrift The Week bezeichnete Sukki, Nokki, Lekki und Tsukki als „die vier Eulen der Apokalypse“, andere Kritiker nannten sie die „schlechtesten Maskottchen in der olympischen Geschichte“, die eher in einen Sumōring anstatt auf eine Veranstaltung der Winterspiele passen würden.
Im Gegensatz zur internationalen Rezeption des Aussehens der Maskottchen entwickelten sich die meisten Merchandising-Produkte mit den Snowlets zu Publikumslieblingen und waren zum Teil schon wenige Tage nach der Eröffnung der Spiele vergriffen. Als offizielle Souvenirs mit Motiven der vier Eulen wurden unter anderem Plüschtiere, Textilien und verschiedene Werbeartikel angeboten.

## Sonstiges
Mit Sukki, Nokki, Lekki und Tsukki wurden zum ersten Mal vier Maskottchen gleichzeitig bei einer Sportveranstaltung eingesetzt. Erst mit den fünf Fuwa, den Maskottchen der Olympischen Sommerspiele 2008 in Peking, wurde diese Anzahl überboten.
Die Agentur Landor Associates, die die Snowlets entwarf, kreierte auch die Fackel der Olympischen Sommerspiele 1996 in Atlanta und war am Design von Powder, Copper und Coal, den Maskottchen der Olympischen Winterspiele 2002 in Salt Lake City beteiligt.